# Avanhandava (meteorito)

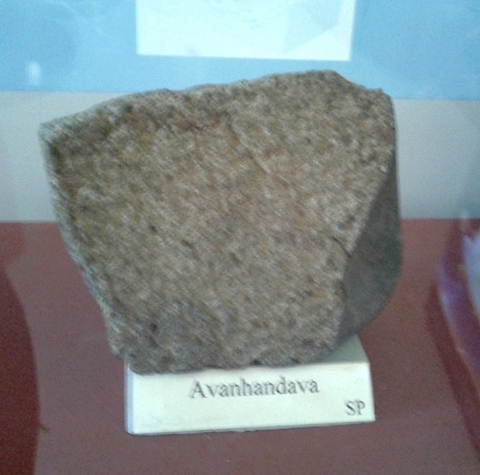
Meteorito em exposição no Museu Nacional, em 2015.

Avanhandava é um meteorito H condrito que caiu na terra, em 1952, em São Paulo, Brasil.
Seu local de exposição era o Museu Nacional.
Um total de 9.33 quilogramas (20.69,33 quilogramas (20,6 lb) do meteorito foi recolhido depois que ele se partiu durante o seu impacto com a Terra.

## Classificação
Ele é classificado como um condrito ordinário H4.